# Лориеви
Лориевите (Lorisidae) са семейство примати от групата на полумаймуните (Strepsirrhini), които се срещат в екваториалните и тропически гори на Африка и Южна и Югоизточна Азия, включително и на островите от Малайския архипелаг. Представители на семейството са азиатските тънки лори (Loris) и дебели лори (Nycticebus) и африканските пото (Perodicticus, Pseudopotto и Arctocebus). Тези животни се отличават от мадагаскарските лемури (Lemuriformes) и заедно с африканските полумаймуни галаго (Galagidae) се отделят в собствен инфраразред Lorisiformes.

## Класификация
Семейство Лориеви
- Подсемейство Лорита (Lorinae)
  - Род Loris – тънки или стройни лори
    - Вид Loris tardigradus – Тънко лори, стройно лори (червено)
    - Вид Loris lydekkerianus (Loris tardigradus ssp.) – Сиво тънко лори

  - Род Nycticebus – дебели лори
    - Вид Nycticebus bancanus
    - Вид Nycticebus bengalensis – Бенгалско дебело лори
    - Вид Nycticebus borneanus – Борнейско дебело лори
    - Вид Nycticebus coucang – Дебело лори, зондско дебело лори
    - Вид Nycticebus javanicus – Яванско дебело лори
    - Вид Nycticebus kayan
    - Вид Nycticebus menagensis
    - Вид Nycticebus pygmaeus – Дебело лори джудже
- Подсемейство Потови (Perodicticinae)
  - Род Perodicticus
    - Вид Perodicticus potto – Пото

  - Род Pseudopotto (Schwartz, 1996)
    - Вид Pseudopotto martini – Псевдопото, пото на Мартин

  - Род Arctocebus – златисти пото ангвантибо
    - Вид Arctocebus calabarensis – Калабарско пото, калабарско ангвантибо
    - Вид Arctocebus aureus – Златисто пото, златисто ангвантибо